# Torta nuziale
La torta nuziale è il dolce che, per tradizione, viene servito durante i ricevimenti nuziali dopo cena.
Nonostante non abbiano delle caratteristiche predefinite in quanto le loro forme e ingredienti variano in base alle esigenze degli sposi, le torte nuziali sono solitamente riccamente decorate, eleganti e di grandi dimensioni affinché possano essere servite ai numerosi ospiti presenti durante la cerimonia. A causa della loro fastosità, le torte da matrimonio vengono considerate un esempio di kitsch culinario.

## Storia
Se si escludono alcuni antecedenti risalenti all'antica Grecia le prime torte nuziali venivano preparate durante l'epoca romana, periodo in cui una torta di grano e orzo veniva spezzata dallo sposo sulla testa della sposa in segno di augurio. Tra il XVI e il XVII secolo, si diffuse la consuetudine di servire torte nuziali salate durante le cerimonie. Una ricetta di torta nuziale pervenutaci è quella di Robert May del 1685 con uova, frutta secca, ostriche, testicoli di agnello, pinoli e creste di gallo che era anche dotata di uno scomparto che avrebbe dovuto essere riempito con uccelli vivi o un serpente per intrattenere gli ospiti. La più antica torta nuziale dolce conosciuta è la Banbury cake, che risalirebbe intorno al 1655 (secondo altre fonti al 1586). In Inghilterra nacque anche l'usanza di servire due torte durante i matrimoni dei nobili: una per la sposa e una per lo sposo. La torta dedicata alla consorte era di solito una pound cake con glassa bianca (simbolo di verginità e purezza oltre che di ricchezza ed elevato status sociale) mentre quella dello sposo era solitamente una torta alla frutta, molto più piccola e di colore più scuro. Agli inizi dell'Ottocento, Marie-Antoine Carême ideò il croquembouche, un dolce francese composto da varie palline ripiene di crema e impilate a mo' di cono servito durante le cerimonie nuziali. Nella stessa epoca divenne di uso comune mettere un anello nella fetta destinata ai due sposi. La cosiddetta ghiaccia reale (royal icing) di colore bianco che caratterizza molte torte nuziali deriva dal dolce servito durante il matrimonio della Regina Vittoria, che misurava tre metri di diametro e pesava 140 chili.